# جين مادن (ممثلة)
جين مادن (بالإنجليزية: Jeanne Madden)‏ هي مغنية وممثلة أمريكية، ولدت في 10 نوفمبر 1917 في سكرانتون في الولايات المتحدة، وتوفيت في 15 يناير 1989 في Moscow, Pennsylvania ‏ في الولايات المتحدة.

## وصلات خارجية
- جين مادن (ممثلة) على موقع IMDb (الإنجليزية)
- جين مادن (ممثلة) على موقع ميوزك برينز (الإنجليزية)
- جين مادن (ممثلة) على موقع قاعدة بيانات برودواي على الإنترنت (الإنجليزية)
- جين مادن (ممثلة) على موقع قاعدة بيانات الفيلم (الإنجليزية)